# Duché de Spolète
570–774
842–1213
Entités précédentes :
- Royaume lombard

Entités suivantes :
- États pontificaux

Le duché de Spolète est un duché de l'Italie centrale au Moyen Âge. Il est institué en 570 à l'intérieur du royaume des Lombards, avant de passer en 774 sous le contrôle du royaume des Francs à la suite des conquêtes de Charlemagne. Il est recréé par le pouvoir impérial franc, mais perd progressivement en ampleur et passe sous l'influence de la noblesse pontificale. Il disparaît en 1228 lorsqu'il est incorporé aux États de l'Église, dont il devient une province.

## Histoire
Le duché de Spolète a pour siège Spolète, ville d'Ombrie en Italie centrale.
Ayant conquis la Toscane et l'Ombrie, Alboin érigea ce pays en duché, dont la capitale fut Spolète, qui lui donna son nom. Faroald Ier, capitaine lombard, en reçut l'investiture des mains d'Alboin, en l'an 570, devenant un « dux » (duc).
Spolète devint alors le siège d'un duché, plus ou moins autonome par rapport aux rois lombards Authari et Agilulf.
Siège d'un duché lombard, puis franc, et d'une principauté (cf. l'article Ducs de Spolète), Spolète fut finalement incorporée aux États de l'Église en 1213.

## Chronologie au Moyen Âge
- 570, le Royaume lombard annexe la ville de Spolète qui est érigé en duché.
- 774, le Royaume est annexé par Charlemagne soutenu par l'Église.
- 842, Spolète redevient un duché margrave franc.
- V. 949, Bérenger II reprend Spolète et intègre le duché au royaume d'Italie.
- 962, le duché devient une dépendance du Saint-Empire romain germanique.
- 1075 – 1122, querelle des Investitures.
- 1155, sac de Spolète par Frédéric Barberousse.
- 1201, Otton IV fait don du duché aux États de l'Église.
- 1213, le duché passe sous le contrôle pontifical.

## Liste des ducs de Spolète

### Ducs lombards
- 570-584 : Faroald Ier de Spolète ;
- 584-601 : Ariulf de Spolète ;
- 601-641 : Théodelapius de Spolète fils de Faroald Ier ;
- 641-665 : Attulf de Spolète ;
- 665-703 : Thrasamund Ier de Spolète ;
- 703-720 : Faroald II de Spolète, fils de Thrasamund Ier ;
- 720-739 : Thrasamund II de Spolète, fils de Faroald II ;
- 739-740 : Hildéric de Spolète ;
- 740-742 : Thrasamund II de Spolète, rétabli ;
- 742-744 : Agiprand de Spolète, neveu du roi Liutprand ;
- 744-745 : Thrasamund II de Spolète, rétabli ;
- 745-751 : Loup de Spolète ;
- 751-756 : Astolphe, roi des Lombards ;
- 756-757 : Ratchis roi des Lombards, frère du précédent ;
- 757-758 : Alboïn de Spolète ;
- 758-759 : Didier, roi des Lombards ;
- 759-761 : Gisulf de Spolète ;
- 761-773 :  Théodicius de Spolète ;
- 774-789 :  Hildebrand de Spolète ; à sa mort, un noble franc, lui succède.

### Ducs francs
- 789-822 : Winigise de Spolète

### Supponides
- 822-824 : Suppo Ier de Spolète
- 824-824 : Adalard
- 824-824 : Mauring, fils de Suppo
- 824-834 : Adalgis, fils de Suppo

### Widonides
- 834-836 : Lambert Ier de Nantes,
- 836-842 : Bérenger (non Widonide),
- 842-860 : Guy Ier de Spolète, fils de Lambert de Nantes,
- 860-871 : Lambert Ier de Spolète, première fois, fils du précédent, déposé par l'empereur,
- 871-876 : Suppo III de Spolète (Supponides), membre de la famille des Supponides
- 876-880 : Lambert Ier de Spolète, seconde fois, rétabli par le nouvel empereur
- 880-882 : Guy II de Spolète, fils du précédent
- 882-889 : Guy III de Spolète, fils de Guy Ier
- 889-897 : Guy IV de Spolète, fils de Guy II
- 897-898 : Lambert II, fils de Guy III

### Période féodale
- 897-925 : Albéric Ier
- 925-928 : Pierre, frère du pape Jean X
- 928-936 : Théodebald Ier, fils de Boniface Ier et neveu par alliance du roi Hugues
- 936-940 : Anschaire (fils d'Adalbert : Maison d'Ivrée)
- 940-942 : Sarlio
- 943-945 : Hubert d'Arles, marquis de Toscane, fils de Hugues d'Arles, roi d'Italie.
- 945-953 : Boniface Ier ou II, fils du comte Hucbald/Ubaldo (cf. l'article Hucpoldingi) ; époux de  Waldrade de Bourgogne ; leur fille Willa épouse Hubert d'Arles-Toscane ci-dessus
- 945-961 : Théobald II de Spolète († v. 959/961), son fils
- 959-967 : Thrasamund III
- 967-981 : Pandolf Ier Tête de Fer, prince de Capoue
- 981-981 : Landolf IV de Capoue, son fils
- 982-989 : Thrasamund [IV], fils de Thrasamund III (?)
- 989-996 : Hugues Ier le Grand, marquis de Toscane, fils de Hubert et Willa, et donc petit-fils maternel de Boniface ci-dessus
- 996-998 : Conrad, marquis d'Ivrée, fils du roi Bérenger II (fils d'Adalbert Ier d'Ivrée et demi-frère aîné d'Anschaire ci-dessus) et de Willa, fille de Boson et nièce du roi Hugues
- 998-999 : Adémar

### Marquis ou Margraves de Toscane
- .../... (cf Wiki-it)
- 1152-1160 : Welf VI († 1191) ;
- 1160-1167 : Welf VII son fils († 1167);
- 1167-1171 : Welf VI rétabli ;
- 1177-1198 : Conrad d'Urslingen
  - 1190-1195 : Pandolf (II)

## Ducs dans l'État Pontifical
- 1198-1205 : Conrad II d'Urslingen, fils de Conrad
- 1205 : Henri d'Urslingen, frère de Conrad II
- 1209-1223 : Diépold d'Acerra († vers 1225)
- 1223-1230 : Rainald Ier d'Urslingen, frère d'Henri et de Conrad II,
- 1227-1237 : Conrad Guiscard d'Urslingen, fils de Conrad II,
- 1251-1276 : Bertold (II) d'Urslingen, neveu de Conrad II, Henri et Rainald en tant que fils de Bertold (Ier), un des quatre fils de Conrad (cf. Wiki-en) ;
- 1251-1276 : Rainald II d'Urslingen, frère de Bertold (II).